# Morning Sky
Morning Sky è un album di Chris Hillman, pubblicato dalla Sugar Hill Records nel 1982.

## Tracce
Lato A
1. Tomorrow Is a Long Time – 2:46 (Bob Dylan)
2. The Taker – 2:33 (Kris Kristofferson, Shel Silverstein)
3. Here Today and Gone Tomorrow – 2:58 (Wally Fowler)
4. Morning Sky – 2:16 (Dan Fogelberg)
5. Ripple – 3:17 (Jerry Garcia, Robert Hunter)

Durata totale: 13:50
Lato B
1. Good Time Charlie's Got the Blues – 2:32 (Danny O'Keefe)
2. Don't Let Your Sweet Love Die – 2:39 (Clarke Van Ness, Zeke Manners)
3. Mexico – 3:04 (John David Souther)
4. It's Happening to You – 2:52 (John Prine, Jack Burns)
5. Hickory Wind – 3:40 (Gram Parsons, Bob Buchanan)

Durata totale: 14:47

## Musicisti
- Chris Hillman - mandolino, chitarra acustica, voce solista
- Herb Pedersen - chitarra acustica
- Herb Pedersen - banjo (brano: Morning Sky)
- Herb Pedersen - voce tenore (in tutti i duetti vocali), armonie vocali
- Bernie Leadon - banjo (brano: The Taker)
- Byron Berline - fiddle
- Al Perkins - chitarra steel, dobro
- Al Perkins - chitarra acustica (brano: The Taker)
- Kenny Wertz - chitarra acustica (brani: Tomorrow Is a Long Time e Hickory Wind)
- Kenny Wertz - armonie vocali (brani: Here Today and Gone Tomorrow, Ripple, Mexico e Hickory Wind)
- Emory Gordy - basso